# Reino de Yeke
El Reino de Yeke (también llamado Garaganze o Gareganze) estaba ubicado en la actual Katanga (República Democrática del Congo) y formado por personas del pueblo garaganze o yeke que tuvo una corta duración. Fue fundado y gobernado por un solo rey, Msiri (Mwenda Msiri Ngelengwa Shitambi), entre 1856 y 1891. Llegó a ser el estado más poderoso del sur del África central, controlando cerca de medio millón de kilómetros cuadrados. 
Controlaba la única vía comercial que atravesaba el continente de este a oeste, el desierto del Kalahari y el Reino de Lozi en el sur hasta el selvas congoleñas en el norte bloquearon las rutas alternativas. Dicho control fue logrado por el uso de los recursos naturales de que disponían, sus armas de fuego y alianzas matrimoniales. Comerciaban principalmente cobre pero también marfil, pólvora, armas de fuego y esclavos. Sus socios más importantes fueron los portugueses del área de Benguela, Tippu Tip enviado desde Zanzíbar en el norte y comerciantes suajilis y nyamwezi en el este lo que llevaba a tratar indirectamente con el sultán de Zanzíbar.
Msiri creó un ejército permanente de 2.000 a 3.000 hombres armados con armas de fuego compradas en la costa oriental a cambio de marfil.
Msiri (c. 1830-1891) era de hecho un nyamwezi nacido en Tabora que se convirtió en el sucesor del jefe Wasanga del río Luapula tras derrotar a los jefes lundas rivales. Una vez instalado como gobernante él derrotó a las tribus vecinas, conquistándolas y convirtiendo el cacicazgo en un reino.
Desde su capital, Bunkeya, el reino se expandió a costa de las tierras occidentales del Reino de Cazembe y detuvo la expansión del Imperio lunda en el sur y conquistó varias tribus al suroeste tratando de llegar a Angola.
Cuando el rey Leopoldo II de Bélgica fue informado de que Katanga era una región rica en cobre y posiblemente oro y que las rutas comerciales entre este y oeste las controlaban los garaganzes envió expediciones para lograr un tratado por el cual el reino se uniera al Estado Libre del Congo (francés État indépendant du Congo, EIC). Cecil Rhodes envió sus propias expediciones para lograr lo mismo pero a nombre de la Compañía Británica de Sudáfrica (inglés British South Africa Company, BSAC). Finalmente Katanga fue ganada por la expedición belga del capitán William Grant Stairs (1863-1892) quién puso término al reino capturando y ejecutando a Msiri. El territorio pasó a ser parte del EIC, es decir, bajo su mandato personal para luego ser parte del Congo Belga.
Stairs instaló a uno de los hijos de Msiri como nuevo gobernante, Mukanda-Bantú fue nombrado jefe de un territorio de apenas 20 km alrededor de Bunkeya. En cuanto a la capital, de los 60.000 a 80.000 habitantes que tenía al morir Msiri (sumados los de las aldeas vecinas) un año tras su muerte quedaban solamente 10.000 a 20.000. El cacicazgo continua aún hoy con el nombre de Mwata Msiri.